# てっけんとう
てっけんとう（3月2日 - ）は、日本の漫画家、同人作家。

## 人物
2006年、初の雑誌掲載の「はとがいる」がコンプエースVol.010より連載され、その後同誌やコンプティーク・他社の雑誌へと活躍の場を広げる。カレーと鳩を愛しており、「ライフワーク」と豪語する。そのため、作品にも頻繁に登場し、特に代表作でもあり初の連載作品でもある「はとがいる」ではその傾向が顕著に出ている。
シュールで独特なネタを持ち味とする作風であり、作品の単行本ではカバーにもネタを仕込む等ネタを重視する傾向にある。その一方でしんみりしていたり教訓めいた内容を描く事もある。
作風の特徴としてはキャラクターが別の作品に出演することがある点もある。ただし、同一人物ではなくパラレルワールドのキャラという立ち位置であり設定は異なり、一部デザインが変更されている場合もある。
冬の時期はブログに雪かきの事が話題として出るため、積雪地域に在住の様子。

## 作品一覧
2014年4月時点

### 連載中の作品
- はと日和（アオハルオンライン - 集英社）（「はとがいる」からタイトルと連載場所を変えての連載）

### 連載終了作品
- 桜とゆ〜れい（月刊コンプエース - 角川書店）
- うちのざしきわらしが（まんがタイムきらら - 芳文社）